# Río Grande (Puerto Rico)
Rio Grande és un municipi de Puerto Rico situat a la costa nord de l'illa, també conegut amb el nom de La Ciudad del Yunque. Confina al nord amb oceà Atlàntic; a l'est amb els municipis de Luquillo i Ceiba; a l'oest amb Loíza i Canóvanas; i al sud amb Nahuabo i Las Piedras. Forma part de l'Àrea metropolitana de San Juan-Caguas-Guaynabo.
El municipi està dividit en 9 barris: Río Grande-pueblo, Ciénaga Alta, Ciénaga Baja, Guzmán Arriba, Guzmán Abajo, Herreras, Jiménez, Mameyes II i Zarzal. El seu nom prové del Rio Grande, afluent del Rio Espítiru Santo, que passa prop del poble. Durant els anys de conquesta i colonització patia continus atacs dels indis caribs i taïnos.